# 어린이 방송국, 달리는 중계차
《어린이 방송국, 달리는 중계차》는 대한민국의 KBS에 1989년부터 1991년까지 방송된 어린이 대상으로 교양 프로그램이다.

## 기획 의도
어린시절부터 민주시민의 일환으로 스스로 정보를 취하고, 판단할 수 있는 능력과 기회를 제공, 정보사회의 적응력을 일찍 개발하는 프로그램이다.

## 방송 시간
- KBS 1TV - 매주 월~목 오후 5시 40분 ~ 6시
- KBS 1TV - 매주 금요일 오후 5시 40분 ~ 6시 15분